# Стамбульская биеннале

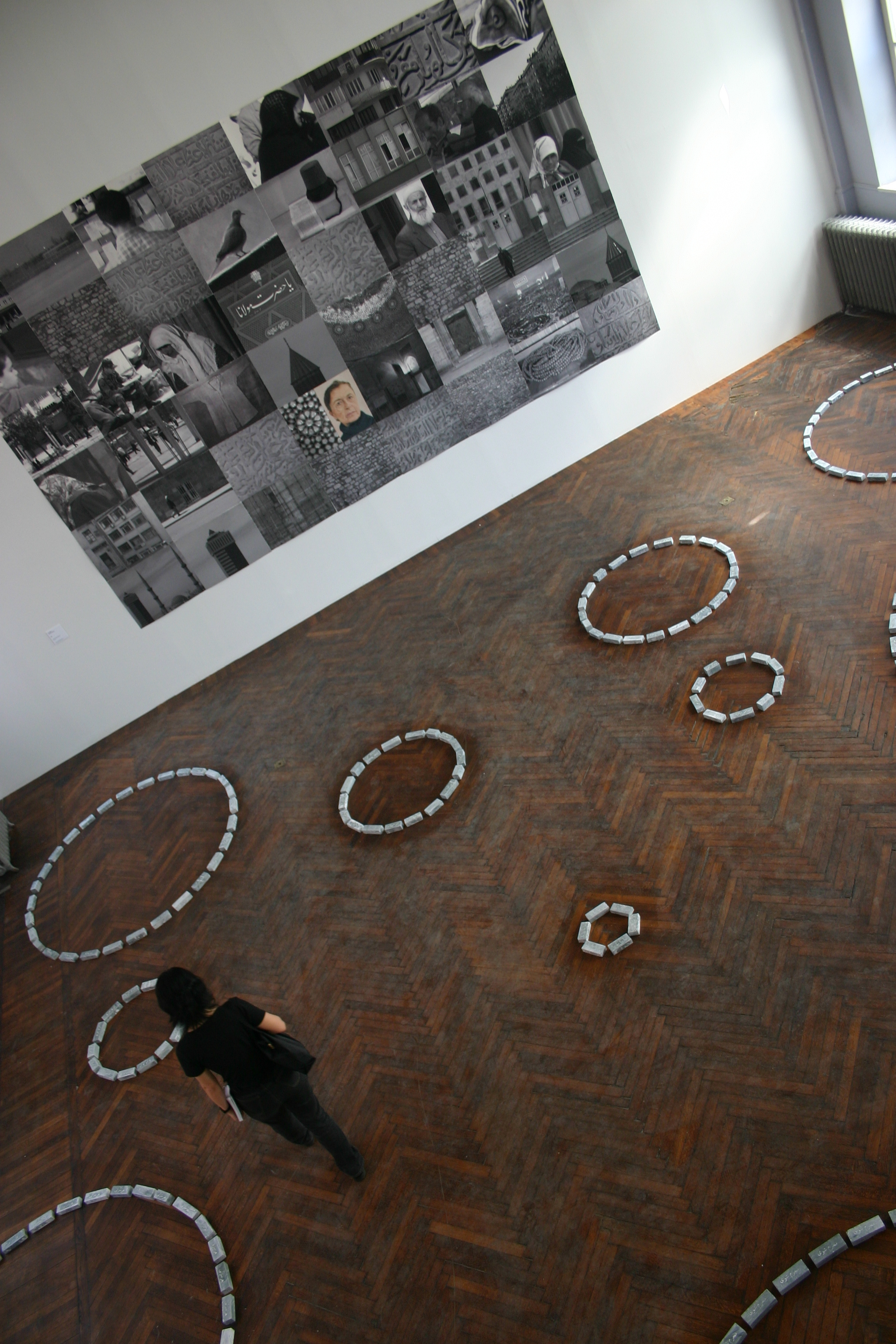
Инсталляция со Стамбульской биеннале 2005

Международная стамбульская биеннале — выставка современного искусства, проходящая каждые два года в Стамбуле, Турция, начиная с 1987 года. Как правило, входит в десятку наиболее авторитетных биеннале и триеннале современного искусства.
Особенностью Стамбульской биеннале является использование под выставочные площадки самых разных (не только музейных) общественных пространств, а также бывших индустриальных пространств. Позже некоторые другие международные биеннале переняли у Стамбульской этот принцип включения в свой фестиваль по возможности всего города. Помимо выставок во время биеннале организуются лекции, семинары, круглые столы и кинопоказы.

## Темы и кураторы биеннале
| Год  | Номер                                                          | Тема                                                                                                | Кураторы                                               |
| ---- | -------------------------------------------------------------- | --------------------------------------------------------------------------------------------------- | ------------------------------------------------------ |
| 1987 | 1-я международная стамбульская выставка современного искусства | Современное искусство в традиционных пространствах                                                  | Мадра, Берал — генер. координатор                      |
| 1989 | 2-я международная стамбульская биеннале                        | Современное искусство в традиционных пространствах                                                  | Мадра, Берал — генер. координатор                      |
| 1992 | 3-я международная стамбульская биеннале                        | Производство культурных различий                                                                    | Васиф Кортун (en) — директор                           |
| 1995 | 4-я международная стамбульская биеннале                        | Ориент/АЦИЯ — видение искусства в парадоксальном мире                                               | Рене Блок (de)                                         |
| 1997 | 5-я международная стамбульская биеннале                        | О жизни, красоте, переводе и других трудностях                                                      | Роза Мартинес (en)                                     |
| 1999 | 6-я международная стамбульская биеннале                        | Страсти и волны                                                                                     | Паоло Коломбо (Paolo Colombo)                          |
| 2001 | 7-я международная стамбульская биеннале                        | Эгофуговое — фуга из Эго для следующего поднятия (Egofugal - Fugue from Ego for the Next Emergence) | Юко Хасэгава (en)                                      |
| 2003 | 8-я международная стамбульская биеннале                        | Поэтическая справедливость                                                                          | Дэн Кэмерон (en)                                       |
| 2005 | 9-я международная стамбульская биеннале                        | Стамбул                                                                                             | Чарльз Эше (en) и Васиф Кортун (en)                    |
| 2007 | 10-я международная стамбульская биеннале                       | Не только возможно, но и необходимо: оптимизм в эпоху глобальной войны                              | Ху Ханру (en)                                          |
| 2009 | 11-я международная стамбульская биеннале                       | Что держит человечество в живых?                                                                    | What, How & for Whom? — кураторский коллектив          |
| 2011 | 12-я стамбульская биеннале                                     | Без названия                                                                                        | Адриано Педроса (Adriano Pedrosa) и Йенс Хоффманн (en) |
| 2013 | 13-я стамбульская биеннале                                     | Мама, разве я варвар?                                                                               | Фулия Эрдемчи/Фулья Эрдемджи (Fulya Erdemci)           |
| 2015 | 14-я стамбульская биеннале                                     | Солёная вода: теория мыслеформ                                                                      | Каролин Христов-Бакарджиев                             |
| 2017 | 15-я стамбульская биеннале                                     | Хороший сосед                                                                                       | Эльмгрен и Драгсет                                     |
| 2019 | 16-я стамбульская биеннале                                     | тема пока не объявлена                                                                              | Николя Буррио                                          |

## Участники биеннале

### 1-я стамбульская выставка современного искусства
| - Erol Akyavaş - Jean Michel Alberola - Richard Baquié (фр.) - Bedri Baykam (англ.) - Jean-Pierre Bertrand - David Bolduc - Handan Börüteçene - Saim Bugay - Sheila Butler - Philippe Cazal (фр.) - Philippe Cognée (фр.) - Robert Combas (фр.) - Eric Dalbis - Burhan Doğançay (англ.) | - Tadeusz Dominik (пол.) - Gürdal Duyar - Philippe Favier (фр.) - Bernard Frize (фр.) - Candeger Furtun - Atilla Galatali - Ali Teoman Germaner (Alos) (тур.) - Oliver Girling - Betty Goodwin (англ.) - Mehmet Güleryüz (тур.) - Mehmet Gün - Güngör Güner - Meriç Hizal - Lynn Hughes | - Fabrice Hybert (англ.) - Ergin İnan (тур.) - Marek Jaromski (пол.) - Shelagh Keeley - Oscar Kokoschka - Melike Abasiyanik Kurtiç - Denis Laget - Ange Leccia - Markus Lupertz - Robert Malaval (фр.) - Monika Malkowska - François Morellet (англ.) - Füsun Onur - Michelangelo Pistoletto | - Ed Radford - Arnulf Rainer (нем.) - Sławomir Ratajski (пол.) - Chris Reed - Erna Rosenstein - Sarkis - John Scott - Djuro Seder - Jacek Sempoliński (англ.) - Jacek Sienicki - Alev Ebuzziya Siesbye - Jerzy Stajuda (пол.) - Jonasz Stern - Aneta Svetieva | - Jerzy Szot - Jan Tarasin - Seyhun Topuz - Patrick Tosani (фр.) - Ömer Uluç (тур.) - Jean-Luc Vilmouth (фр.) - Marek Wyrzykowski - Şenol Yorozlu (тур.) - Robert Youds (англ.) - Gilberto Zorio (англ.) - Andrej Zwierzchowski |

### 2-я стамбульская биеннале
| - Alberto Abate (итал.) - Erdag Aksel - Erol Akyavas - Alfonso Albacete (исп.) - Carlos Alcolea - Luca Alinari (англ.) - Dimitri Alithinos - Gustavo Adolfo Almarcha - Mustafa Altintas - Cesar Fernandez Arias - Santiago Arranz - Attersee (нем.) - Aulo - Ina Barfuss (нем.) - Luciano Bartolini - Dis Berlin (исп.) - Carlo Bertocci - Werner Boesch - Maurizio Bonato (нем.) - Lorenzo Bonechi (итал.) - Jose Manuel Broto (англ.) - Daniel Buren (англ.) - Patricio Cabrera | - Luigi Campanelli - Miguel Angel Campano - Piero Pizzi Cannella (нем.) - Bruno Ceccobelli (англ.) - Peter Chevalier - Victoria Civera (исп.) - Danil (греч.) - Evgeniya Demnievska - Metin Deniz - Gianni Dessi - Neş'e Erdok (тур.) - Ayşe Erkmen (нем.) - Prof. Dr. Erol Eti - Mario Fallani - Jose Freixanes - Lino Frongia - Patricia Gadea (исп.) - Miguel Galanda - Giuseppe Gallo - Paola Gandolfi - Walter Gatti - Ulrich Gorlich - Alejandro Gornemann | - Alfonso Gortazar - Xavier Grau - Sebastiano Guerrera - Mehmet Güleryüz (тур.) - Mehmet Gün - Paolo Iacchetti - Gülsün Karamustafa (тур.) - Serhat Kiraz - Peter Kogler (нем.) - Azade Köker (нем.) - Jannis Kounellis - Raimund Kummer (нем.) - Menchu Lamas (галис.) - Anton Lamazares - Jesús Mari Lazkano (англ.) - Sol Lewitt - Niki Liodaki - Massimo Livdiotti - Xavier Franquesa Llopart - Richard Long - Jose Maldonado - Rainer Mang (нем.) - Nicola Maria Martino (итал.) | - Tommaso Massimi - Din Matamoro - Olaf Metzel (нем.) - Wolf Peter Miksch - Victor Mira - Sabina Mirri - Elisa Montessori - Felicidad Moreno - Josef Adam Moser - Gianfranco Notargiacomo - Nunzio - Guillermo Paneque - Luca Maria Patella - Anton Patino (исп.) - Maurizio Pellegrin - Rudy Pijpers - Hermann Pitz - Alfredo Alvarez Plagaro - Anne & Patrick Poirier (нем.) - Norbert Pümpel (англ.) - Marco Del Re (фр.) - Giuseppe Salvatori - Sarkis | - Berthold Schepers - Hubert Schmalix (нем.) - Ferran Garcia Sevilla (исп.) - Jose Maria Sicilla (исп.) - Marios Spiliopoulos - Ewald Spiss (англ.) - Stefano Di Stasio - Marco Tirelli - Jasna Tomic - Alessandro Twombly - Juan Ugalde (исп.) - Ömer Uluç (тур.) - Darío Urzay (исп.) - Juan Usle (англ.) - Lourdes Vincente - Thomas Wachweger (нем.) - Martin Walde - Alison Wilding (англ.) - Зураб Церетели |